# Alianza de la Izquierda
La Alianza de la Izquierda (en finés Vasemmistoliitto, en sueco Vänsterförbundet) es un partido político finlandés formado en abril de 1990 de la unión de la Liga Democrática del Pueblo Finlandés (SKDL), la Liga Democrática de las Mujeres Finlandesas (SNDL) y el Partido Comunista de Finlandia (SKP), tras la publicación de la Declaración de abril, que puso de relieve la necesidad de un partido que promoviera los ideales de la Revolución Francesa - Libertad, igualdad, fraternidad - además de la paz y los valores ambientales.
La corta historia del partido se ha caracterizado por las disputas y conflictos internos, ya que está formado por personas con puntos de vista muy diferentes sobre la sociedad. Ha habido varias deserciones a gran escala hacia el Partido Socialdemócrata de Finlandia y al recién formado Partido Comunista de Finlandia (Unidad). En 2005 el jefe del SKP Matti Viialainen formó una sociedad para promover una fusión entre los dos grandes partidos políticos de izquierda finlandeses, la Alianza de la Izquierda y los socialdemócratas. Esto provocó un escándalo en la Alianza de la Izquierda, y Viialainen fue condenado por querer romper el partido.
En 2006, la líder del partido Suvi-Anne Siimes anunció su dimisión del cargo y abandonó el partido como resultado de las rivalidades con la sección izquierdista del partido. El 13 de mayo de 2006, Martti Korhonen fue elegido como el nuevo líder del partido. Dimitió después de las elecciones al parlamento europeo de 2009. Paavo Arhinmäki fue elegido sucesor de Korhonen. En las elecciones parlamentarias de 2007 obtuvo 17 diputados, mientras que en las de 2011 obtuvo 14. Tras las elecciones, el partido consiguió entrar en el gobierno de Jyrki Katainen. El líder Paavo Arhinmäki consiguió la cartera de cultura y de deporte, mientras que la diputada Merja Kyllönen
se hizo con la de tráfico.

## Líderes del partido
- Claes Andersson (1990–1998)
- Suvi-Anne Siimes (1998–2006)
- Martti Korhonen (2006–2009)
- Paavo Arhinmäki (2009–2016)
- Li Andersson (2016–2024)
- Minja Koskela (2024–)

## Resultados electorales

### Elecciones parlamentarias
| Elección | Votos        | Votos  | Escaños | Escaños | Resultado                         |
| Elección | N°           | %      | N°      | +/-     | Resultado                         |
| -------- | ------------ | ------ | ------- | ------- | --------------------------------- |
| 1991     | 274.639 (#4) | 10,08% | 19/200  | 3a      | Oposición                         |
| 1995     | 310.340 (#4) | 11,16% | 22/200  | 3       | Gobierno de coalición             |
| 1999     | 291.675 (#4) | 10,88% | 20/200  | 2       | Gobierno de coalición             |
| 2003     | 277.152 (#4) | 9,93%  | 19/200  | 1       | Oposición                         |
| 2007     | 244.296 (#4) | 8,82%  | 17/200  | 2       | Oposición                         |
| 2011     | 239.039 (#5) | 8,13%  | 14/200  | 3       | Gobierno de coalición (2011–2014) |
| 2011     | 239.039 (#5) | 8,13%  | 14/200  | 3       | Oposición (2014-2015)             |
| 2015     | 211.702 (#6) | 7,13%  | 12/200  | 2       | Oposición                         |
| 2019     | 251.254 (#6) | 8,17%  | 16/200  | 4       | Gobierno de coalición             |
| 2023     | 218.340 (#5) | 7,06%  | 11/200  | 5       | Oposición                         |

a Respecto al resultado de la Liga Democrática del Pueblo Finlandés en 1987.
| Año  | Concejales | Votos   | Votos   |
| ---- | ---------- | ------- | ------- |
| 1992 | 1319       | 310 757 | 11.67 % |
| 1996 | 1 128      | 246 597 | 10.37 % |
| 2000 | 1027       | 219 671 | 9.88 %  |
| 2004 | 987        | 228 358 | 9.56 %  |
| 2008 | 833        | 224 170 | 8.78 %  |
| 2012 | 640        | 199 312 | 8.0 %   |
| 2017 | 658        | 226 626 | 8.8 %   |
| 2021 | 508        | 194 385 | 7.9 %   |

| Año  | Diputados | Votos   | Votos   |
| ---- | --------- | ------- | ------- |
| 1996 | 2         | 236 490 | 10.51 % |
| 1999 | 1         | 112 757 | 9.08 %  |
| 2004 | 1         | 151 291 | 9.13 %  |
| 2009 | 0         | 98 690  | 5.93 %  |
| 2014 | 1         | 160 818 | 9.30 %  |
| 2019 | 1         | 125 749 | 6.90 %  |
| 2024 | 3         | 316 859 | 17.32 % |

| Año  | Candidato                   | Votos   | Votos |
| ---- | --------------------------- | ------- | ----- |
| 1994 | Claes Andersson             | 122 820 | 3.8 % |
| 2000 | Nadie                       | n.d.    | n.d.  |
| 2006 | da su apoyo a Tarja Halonen | n.d.    | n.d.  |
| 2012 | Paavo Arhinmäki             | 167 359 | 5.5 % |
| 2018 | Merja Kyllönen              | 89 977  | 3.0 % |
| 2024 | Li Andersson                | 104 307 | 5.4 % |